# Tuxtilla
Tuxtilla es una localidad del estado mexicano de Veracruz. Es cabecera del municipio de Tuxtilla.

## Demografía
| Censo | Población |
| ----- | --------- |
| 1900  | 600       |
| 1910  | 700       |
| 1921  | 1009      |
| 1930  | 886       |
| 1940  | 1,053     |
| 1950  | 1189      |
| 1960  | 1607      |
| 1970  | 2145      |
| 1980  | 1294      |
| 1990  | 2178      |
| 1995  | 2128      |
| 2000  | 2175      |
| 2005  | 2083      |
| 2010  | 2130      |
| 2020  | 2211      |